# Katrin Heß
Katrin Heß (Aachen, 1985. június 26. –) német színésznő.

## Életpályája
2004 és 2007 között a kölni Arturo színiiskolában tanult színészetet. A Kölni Színházban kezdte színészi pályafutását.
2008-ban a Verbotene Liebe (Tiltott szerelem) című televíziós szappanoperával vált ismertté a német Das Erste televíziócsatornán, Judith Hajedörp szerepében. Ugyanebben az évben Pia Benninget játszotta a 112 – Életmentők című akciósorozat 74. epizódjában.
2011–2019 között Jenny Dorn nyomozó szerepét játszotta a Cobra 11 című sorozatban. 2011-ben a SOKO Köln és a Countdown – Die Jagd beginnt című filmekben is szerepelt.
2012-ben az Alles Bestens című tévéfilmben játszott, amiben többek között Ann-Kathrin Kramer és Stephan Kampwirth is szerepelt.
Filmek szinkronizálásával is foglalkozik. 2015-ben vegetáriánus lett.
A Playboy magazin német kiadásának 2017 októberi száma fotósorozatot közölt róla.

## Filmográfia
- 112 – Életmentők (2008)
- Verbotene Liebe (3106–3464. epizód) (2008–2009)
- Alarm für Cobra 11 – Die Autobahnpolizei (2011–2019)
- Alles Bestens (2011)
- SOKO Köln (2011)
- Countdown – Die Jagd beginnt (2011)
- Danni Lowinski (2012)
- Die Garmisch-Zsaruk (2012)
- Herzensbrecher – Vater von vier Söhnen (2014–2016)
- Das Traumschiff (2014)
- Kommissar Dupin: Bretonische Verhältnisse (2014)
- Einstein (2015)
- Meuchelbeck (2015)
- SOKO Köln (2016)
- Heldt (2016)
- Hubert und Staller (2017)
- Der Bergdoktor – Phantomschmerz (2018)
- Frühling – Der Bergsteiger (2018)
- Morden im Norden – Über den Tod hinaus (2018)
- Inga Lindström: Auf der Suche nach dir (2019)
- In aller Freundschaft – Die jungen Ärzte – Auf Anfang (2019)
- Die Bergretter – Tod am Dachstein (2019)
- Kroymann (2019)
- Rentnercops – Langfristig untragbar (2020)
- Letzte Spur Berlin – Urvertrauen (2020)
- Die Kanzlei – Harte Worte (2020)
- SOKO Kitzbühel – Der längere Atem (2020)
- In aller Freundschaft – Feste Bande (2021)
- Der Bergdoktor – Extreme (2021)
- Der Staatsanwalt – Aus der Schusslinie (2022)
- Bettys Diagnose – Wenn zwei sich lieben (2024)

### Szinkronszerepei
- Summer Wars (2009)
- Fullmetal Alchemist: Brotherhood (2009–2010)
- Schwerter des Königs – Zwei Welten (2011)
- Blue Exorcist (2011)
- Silk – Roben aus Seide (2011–2014)
- Call the Midwife – Ruf des Lebens (2012)
- Sorority Party Massacre (2012)
- Magi: The Labyrinth of Magic (2012–2014)
- Nisekoi – Liebe, Lügen & Yakuza (2014)
- The Witcher 3: Wild Hunt (2015)
- Danmachi – Is It Wrong to Try to Pick Up Girls in a Dungeon? (2015)
- Class (2016)
- Girls und Panzer: Der Film (2017)
- Hostile (2017)
- Fast & Furious Spy Racers (2019–2021)